# A Little Oblique
A Little Oblique je kompilační album kanadského interpreta elektronické taneční hudby, Deadmau5e.

## Seznam skladeb
| Pořadí         | Název                                         | Délka |
| -------------- | --------------------------------------------- | ----- |
| 1.             | Secrets                                       | 6:03  |
| 2.             | TL7 (feat. Melleefresh)                       | 4:35  |
| 3.             | Caliox A                                      | 4:27  |
| 4.             | Full Bloom                                    | 5:56  |
| 5.             | Beautiful, Rich and Horny (feat. Melleefresh) | 6:25  |
| 6.             | Bitter Kitten                                 | 6:06  |
| 7.             | Digitol                                       | 4:06  |
| 8.             | Porcelain (feat. Steve Duda)                  | 5:09  |
| 9.             | Squid                                         | 1:39  |
| 10.            | Make Me Make That Sound (feat. Melleefresh)   | 4:39  |
| 11.            | Bitches (feat. Steve Duda)                    | 4:30  |
| Celková délka: | Celková délka:                                | 53:35 |